# Critical Thinking
Critical Thinking je patnácté studiové album velšské alternativní rockové skupiny Manic Street Preachers, vydané 14. února 2025 společností Columbia Records. Původně mělo vyjít již o týden dříve. Ve třech písních zpívá baskytarista skupiny Nicky Wire (hlavním zpěvákem je kytarista James Dean Bradfield), a autorem tří textů je Bradfield (texty naopak běžně píše Wire). Album produkovali dlouholetí spolupracovníci kapely Dave Eringa a Loz Williams. Nahráno bylo ve studiích Rockfield a Door to the River ve Walesu.
V červnu 2024 kapela uvedla, že album je z 90 % nahrané. První singl z alba, „Decline & Fall“, vyšel již koncem srpna 2024, ještě před oznámení názvu alba. U písně jsou kromě členů skupiny coby autoři uvedeni také Chris Difford a Glenn Tilbrook kvůli podobnosti s jejich písní „Cool for Cats“. V říjnu vyšel druhý singl „Hiding in Plain Sight“ a zároveň byl oznámen název nové desky. Další singl vyšel v lednu 2025 pod názvem „People Ruin Paintings“. Poslední singl „Brushstrokes of Reunion“ byl zveřejněn 31. ledna 2025.
V Britské albové hitparádě se album umístilo na druhém místě.

## Seznam skladeb
| Pořadí         | Název                   | Délka |
| -------------- | ----------------------- | ----- |
| 1.             | Critical Thinking       | 3:01  |
| 2.             | Decline & Fall          | 3:42  |
| 3.             | Brushstrokes of Reunion | 3:35  |
| 4.             | Hiding in Plain Sight   | 3:34  |
| 5.             | People Ruin Paintings   | 4:22  |
| 6.             | Dear Stephen            | 3:31  |
| 7.             | Being Baptised          | 4:02  |
| 8.             | My Brave Friend         | 3:23  |
| 9.             | Out of Time Revival     | 2:55  |
| 10.            | Deleted Scenes          | 3:23  |
| 11.            | Late Day Peaks          | 3:23  |
| 12.            | OneManMilitia           | 2:53  |
| Celková délka: | Celková délka:          | 41:40 |

| Bonusy na japonské edici | Bonusy na japonské edici | Bonusy na japonské edici |
| Pořadí                   | Název                    | Délka                    |
| ------------------------ | ------------------------ | ------------------------ |
| 13.                      | Let the Light Return     | 3:02                     |
| 14.                      | Johatsu                  | 3:28                     |

## Obsazení

### Manic Street Preachers
- James Dean Bradfield – zpěv, kytara, klávesy
- Nicky Wire – baskytara, kytara, klávesy, zpěv
- Sean Moore – bicí, perkuse

### Ostatní hudebníci
- Nick Nasmyth – klávesy
- Gavin Fitzjohn – klávesy
- Wayne Murray – kytara, doprovodné vokály
- Bernard Kane – smyčce
- Lana McDonagh – doprovodné vokály